# 曼弗雷德·贝尔
曼弗雷德·贝尔（德語：Manfred Beer，1953年12月2日—），德国男子冬季两项运动员。他曾代表东德参加1976年冬季奥林匹克运动会冬季两项比赛，获得男子4×7.5公里接力铜牌。